# Молони, Уильям
Уильям Артур Молони (англ. William Arthur Moloney; 10 июля 1876, Оттава, Иллинойс — 12 августа 1915, Чикаго, Иллинойс) — американский легкоатлет, выступавший в беге на средние дистанции. Участник летних Олимпийских игр 1900 года.

## Биография
Уильям Молони родился 10 июля 1876 года в американском городе Оттава.
Учился в Чикагском университете.
Выступал в легкоатлетических соревнованиях за «Чикаго Марунз».
В 1900 году вошёл в состав сборной США на летних Олимпийских играх в Париже. В беге на 400 метров выиграл полуфинал, показав результат 51,0 секунды, однако отказался участвовать в финале, поскольку он проводился в воскресенье. Также был заявлен в беге на 800 метров, но не вышел на старт.
Умер 12 августа 1915 года в Чикаго.

## Личные рекорды
- Бег на 440 ярдов — 49,2 (1900)[3]
- Бег на 880 ярдов — 1.59,4 (1901)[3]

## Семья
Отец — Морис Молони, генеральный прокурор штата Иллинойс.
Младший брат — Фред Молони (1882—1941), американский легкоатлет. Бронзовый призёр летних Олимпийских игр 1900 года.